# Hervé (compositor)
Hervé, pseudônimo de Louis-Auguste-Florimond Ronger (30 de junho de 1825 – 4 de novembro de 1892) foi um compositor, libretista, maestro, cantor, e encenador francês introdutor da operetta em Paris.

## Obras
Hervé escreveu mais de 124 operettas,:
- Les folies dramatiques (1853), with two other librettists, parodied all the forms of entertainment in Paris, comedy, tragedy, vaudeville, ballet and opera.
- Les chevaliers de la Table Ronde (Théâtre des Bouffes Parisiens, 17 November 1866)
- L'œil crevé (Folies-Dramatiques, 12 October 1867)[4]
- Chilpéric (operetta) (1868)
- Le petit Faust (1869)[5]
- Les Turcs (1869)
- Le trône d'Écosse (1871)
- La veuve du Malabar (1873)
- La belle poule (1875)
- Mam'zelle Nitouche (1883)